# روبرت بوردمان هوارد
روبرت بوردمان هوارد (بالإنجليزية: Robert Boardman Howard)‏ هو نحات أمريكي، ولد في 20 سبتمبر 1896 في نيويورك في الولايات المتحدة، وتوفي في 1983 في سانتا كروز في الولايات المتحدة.